# Tandem (1992)
Tandem ist ein im Auftrag des Zweiten Deutschen Fernsehens hergestellter Spielfilm der DEFA Studio Babelsberg GmbH von Bernhard Stephan aus dem Jahr 1992 nach der gleichnamigen Erzählung von Bernd Schirmer.

## Handlung
Ein etwa 45-jähriger Mann springt über den Zaun eines Grundstücks mit einem Einfamilienhaus, stiehlt im Garten eine Rose und klingelt an der Tür. Eine Frau im Morgenmantel öffnet und erkennt in dem Besucher Robert, der auf die Frage,  was er wolle, mit absoluter Selbstverständlichkeit antwortet: „Na Dich“. Ihr Mann Rudolf, der im Schlafanzug die Treppe herunterkommt, begrüßt den frühen Gast herzlich und sie stellen fest, dass sie sich 25 Jahre nicht gesehen haben. Es ist der Tag von Rudolfs und Katharinas Silberner Hochzeit und vor etwas mehr als 25 Jahren beginnt in der DDR auch ihre gemeinsame Geschichte.
Katharina liebt gleichzeitig zwei Jungen, zwischen denen sie sich nicht entscheiden kann, da sie beide liebt. Sie studieren gemeinsam an der Universität und sind ein unzertrennliches Trio. Um gemeinsame Ausflüge zu machen, bauen die Freunde ihr Tandem so um, dass es von drei Personen benutzt werden kann. Robert und Rudolf stellen auch fest, dass jeder von ihnen Katarina liebt und so führen sie ein unbeschwertes, gemeinsames Leben, bis Katharina schwanger wird. Nun fühlt sich die FDJ-Grundorganisation der Universität in die Pflicht genommen, denn sie sieht darin einen Verstoß gegen die sozialistische Moral. Mit einem Zitat des Sozialisten August Bebel schmettert Katharina die Vorwürfe ab und die drei bestätigen vor dem Gremium ihre gegenseitige Liebe. Der nächste Weg führt sie zur Trauung zu Dritt vor das Standesamt. Die Standesbeamtin ist von der Situation völlig überfordert und bricht während ihrer Rede in Tränen aus, eine Trauung kann sie nicht vollziehen. Die beiden Freunde sehen ein, dass es nicht so weitergehen kann und würfeln darum, wer von beiden aus dem Trio verschwinden muss. Als Robert gewinnt, geht Rudolf in den Wald, legt sich eine Schlinge um den Hals und hängt sich auf. Robert, der so etwas vermutet, findet ihn gerade noch rechtzeitig, um ihn wiederzubeleben. Da er erkennt, wie sehr Rudolf Katharina liebt, schließt er mit ihm einen Pakt und verzichtet damit auf seinen Sieg beim Würfeln. Sie vereinbaren, ohne Katharinas Wissen, dass jeder mit ihr 25 Jahre leben darf und Rudolf damit beginnt. Diese 25 Jahre sind nun, kurz nach der Wende vorbei, weshalb Robert zur Silberhochzeit erscheint, um die ihm zustehenden nächsten Jahre anzutreten. 
Während des gemeinsamen Frühstücks erinnern sich die drei an die vielen gemeinsamen Erlebnisse in ihrer Jugend. Auf die Frage, was er die ganzen Jahre gemacht habe, gibt Robert nur ausweichende Antworten. Der Schulchor mit Fräulein Utzkureit ist gerade fertig mit einem Ständchen, da klingelt das Telefon. Verlangt wird Katharina als Ärztin, die in einer Notsituation zu einer kleinen Patientin gerufen wird. Da Robert nichts getrunken hatte, fährt er sie mit ihrem Auto zu dem Notfall und beide bringen anschließend das Kind ins Krankenhaus. Auf dem Rückweg weicht er vom direkten Weg ab und fährt an einen See. Hier erfährt er, dass Katharina völlig ahnungslos ist, was seinen plötzlichen und überraschenden Weggang vor 25 Jahren auslöste. Sie vermutete, er wäre in den Westen abgehauen und wurde damals in dieser Meinung von Rudolf bestärkt. In der weiteren Unterhaltung merkte sie, dass sie Robert immer noch liebt.
In dieser Zeit treffen bereits die Gäste anlässlich der Feierlichkeit ein. Eine lange Tafel im Garten ist gedeckt, das Essen ist fertig, nur Katharina ist noch nicht zurück. Das Fest beginnt also ohne sie, doch als sie wieder eintrifft, wird sie von Rudolf in einem lauten Ton gefragt, wo sie sich die ganze Zeit rumgetrieben hat. Anschließend geht sie zur Gesellschaft, wo sie erst einmal alle Gäste begrüßt. Auch Robert stößt wieder hinzu und wird als Rudolfs alter Freund aus Köln vorgestellt. Als letzter Gast trifft Katharinas Tochter Katrin mit ihrem schwarzen Sohn ein, den sie während ihres Aufenthalts in Afrika bekommen hat. Dann fahren Katharina, Rudolf und Robert mit einer weißen Hochzeitskutsche in die Stadt zum Fotografen. Dort offenbart Rudolf, dass Robert ab sofort der Mann an Katharinas Seite ist, was diese natürlich erzürnt, weil alles über ihren Kopf entschieden wurde. Wütend springt sie auf die Kutsche, so dass die beiden Männer nur noch hinterherspringen können und fährt mit hoher Geschwindigkeit zurück ins Dorf, das aber wegen eines Unfalls nur noch ohne Kutsche und stark verschmutzt erreichen. Dort gehen sie erst einmal stark erheitert, zu dritt unter die Dusche.
Beim abendlichen Tanz kommen sich Robert und Katrin näher, was Katharinas Unmut erzeugt. Sie spricht auch mit ihr darüber, denn wenn sich zwei Verrückte zusammentun, meint sie, kann das nicht gutgehen. Rudolf verschwindet wieder einmal in den Wald, um sich das Leben zu nehmen und wird dabei von Katharina beobachtet, die ihm den Strick vom Hals nimmt und ihn herzlich umarmt. Sie will keinen Neubeginn und verabschiedet sich von Robert. Der holt das alte Tandem aus dem Schuppen und fährt darauf mit Katrin und ihrem Sohn in ein neues Leben.

## Produktion und Veröffentlichung
Tandem hatte seine Erstausstrahlung am 3. Februar 1992 im Zweiten Deutschen Fernsehen, der 6,14 Millionen Zuschauer zuschauten. Die Dramaturgie des Films lag in den Händen von Peter Jakubeit. 

## Kritik
Frank Junghänel fand in der Berliner Zeitung, dass der Film im Schlingerkurs zwischen Boulevardstück und Fernsehspiel herumkurvte. Gute Momente hatte er nur, wenn er dicht an den Hauptfiguren dranblieb, die viel zu wenig Raum hatten um die Charaktere, des in Liebe verstrickten Kleeblatts, auszuspielen.